# Гончаров (мем)
Гончаров (англ. Goncharov) — интернет-мем, связанный с несуществующим гангстерским фильмом 1973 года. Пользователи Tumblr представляли Гончарова в шутку, часто со слоганом «Величайший фильм о мафии из когда-либо созданных» (англ. The greatest mafia movie ever made). Описывается как фильм о мафии в Неаполе, снятый режиссёром Мартином Скорсезе и вымышленным актёрским составом, в который вошли Роберт Де Ниро, Аль Пачино, Джон Казале, Джин Хэкман, Сибилл Шеперд и Харви Кейтель.
Гончаров изначально возник, когда пользователь Tumblr опубликовал фотографию пары ботинок, на которой вместо лейбла бренда были детали, указывающие на существование фильма. Этот пост получил реблог в августе 2020 года с шутливым намёком на то, что Гончаров был настоящим фильмом; именно эта запись считается источником мема. Мем стал вирусным в ноябре 2022 года после того, как был создан и опубликован в сети постер фильма Гончаров. Это вызвало тщательно продуманную выдумку его сценария и историю создания, описанную в сообщениях на Tumblr и в других местах, как если бы фильм был реальным. Гончаров вдохновил онлайн-фэндом, получил широкое освещение в СМИ и отклики от известных людей, включая Скорсезе, которые обычно положительно оценивали его.

## Сюжет
Хотя многие детали противоречивы из-за совместного характера создания мема, «Гончаров» обычно считается мафиозным фильмом, снятым в 1973 году. В метафизическом повествовании о существовании фильма обычно предполагается, что у него были проблемы с производством, и в конечном итоге он так и не получил надлежащего выпуска, таким образом став утерянным фильмом. Это служит объяснением его предполагаемой неизвестности.
Действие происходит в Неаполе после распада СССР. Главный герой Ло Страньеро (Роберт Де Ниро), также известный как Гончаров, является русским киллером и бывшим владельцем дискотеки. Повествование включает в себя сюжет любовного треугольника с участием Гончарова, его жены Кати (Сибилл Шеперд) и Андрея (Харви Кейтель), чьи отношения с Гончаровым описываются как гомосексуальные. Точно так же Катя сбегает от Гончарова, чтобы вступить в романтические отношения с Софией (Софи Лорен); пары Гончаров/Андрей и Катя/София являются популярными шипами фэндома Гончарова. Другой известный персонаж — печально известный своим фирменным орудием убийства ледорубом психопат-убийца Джозеф «Ледяной Джо» Морелли (Джон Казале), чья сюжетная линия включает темы психических заболеваний и детских травм. В сценарии фильма также есть часто повторяющийся мотив часов.

### Актёрский и производственный состав
| - Роберт де Ниро — Ло Страньеро/Гончаров - Сибилл Шеперд — Катя Михайлова-Гончарова - Харви Кейтель — Андрей «Банкир» Даддано - Джин Хэкмен — Валерий Михайлов - Джон Казале — Джозеф «Ледяной нож Джо» Морелли - Софи Лорен — София - Аль Пачино — Марио Амброзини - Линда Картер — вторая танцовщица - Кошка Пачка | - Мартин Скорсезе — продюсер или режиссёр (нет однозначного мнения) - Маттео JWHJ0715 — сценарист или режиссёр (нет однозначного мнения) - Доменико Прокаччи — продюсер - Рой Уокер — художник-постановщик - Майкл Каплан — художник по костюмам |

## Реакция
Согласно The New York Times Гончаров стал самой популярной темой, а Скорсезе — второй по популярности темой в Tumblr. Некоторые писатели связали популярность мема с покупкой Илоном Маском социальной сети Twitter, после чего многие пользователи решили отказаться от этой платформы в пользу Tumblr. Келси Уикман из BuzzFeed посчитал Гончарова «свидетельством уникальной силы творческих, совместных умов Tumblr». Ева Эдвардс из The Focus описала мем как попытку вызвать эффект Манделы. Линда Кодега из Gizmodo отметила энтузиазм вокруг мема как «вдохновляющий пример коллективного повествования и спонтанного создания фэндомов, вдохновленных самим сообществом. По сути, „Гончаров“ (1973) — не фильм, а игра. И только Tumblr знает правила, потому что правила Гончарова (1973) — это правила самого Tumblr». Кейтлин Куинлан в материале для Empire, отметила, что у мема «достаточно материала для всей франшизы благодаря его творческим приверженцам», и выразила надежду, что Гончаров «однажды сможет стать более реальным».
The Daily Fix цитирует анализ пользователя Tumblr Дэвида Дж. Прокопца, который указывает на привлекательность мема: «Мем Гончаров не столько непроницаем для посторонних, сколько неотличим от обычного бизнеса. Шитпосты Гончарова звучат точно так же, как на самом деле звучат киноманы, обсуждая реальный фильм, который они не видели, но не хотят признаваться в том, что не видели, так что с точки зрения невмешательства ничего не изменилось». Speaking to Vice пользователь Tumblr do-you-have-a-flag (также известный как «Flags») описал Гончарова как продолжение платформы "'Да, и... культуры, «где пользователи часто расширяют исходные сообщения друг друга с помощью функции реблога, чтобы совместно создавать неожиданные рассказы и разговоры».
Мем Гончарова был положительно воспринят Tumblr, чей Twitter-аккаунт заявил, что несуществующий фильм «опередил свое время». Одна из вымышленных актёров фильма Линда Картер также отыграла вместе со своей воображаемой ролью в посте на Tumblr. Актёр Райан Рейнольдс менее чем через месяц после присоединения к Tumblr, также опубликовал пост о своей «любимой реплике» из фильма. Писатель Нил Гейман в ответ на отправлявшим ему в Tumblr вопросы о Гончарове пользователям выразил неодобрение и призвал их воздержаться.
Сам Мартин Скорсезе знает о меме: 25 ноября 2022 года его дочь разместила в TikTok видео переписки с отцом, в котором она поделилась статьей The New York Times о Гончарове и спросила, видел ли он её. Скорсезе ответил: «Да. Я снял этот фильм много лет назад».